# 하리시찬드라 메로트라
하리시찬드라 메로트라(힌디어: हरीश चन्द्र महरोत्रा 하리쉬찬드라 마흐로트라 우르두어: حریش چندر محروترا IPA: [ɦəriːʃ tʃənd̪r məɦroːt̪raː], 영어: Harish-Chandra Mehrotra, 1923–1983) 박사는 인도 태생 미국 수학자이자 물리학자다. 표현론과 조화해석학, 리 군 이론에 공헌하였다.

## 학력
- 1938년~1943년: 알라바하드 대학교 수학과 (이학석사)
- 1945년~1947년: 케임브리지 대학교 수학과 (이학박사)

## 생애
인도 칸푸르에서 크샤트리아 카스트 가족에게 태어났고, 아버지 찬드라키쇼르(힌디어: चंद्रकिशोर, 영어: Chandrakishore)는 토목공학자였다.
알라하바드 대학교(University of Allahabad)를 다녔고, 1943년에 물리학 석사 학위를 받았다. 1943년~1945년 동안 인도 과학원에서 물리학을 공부하였다. 1945년에는 영국으로 유학하여 케임브리지 대학교에서 폴 디랙 교수 아래 공부하였고, 볼프강 파울리 교수의 강의를 들었다. 케임브리지 대학교에서 1947년 박사 학위를 수여받았다.
1963년부터 프린스턴 고등연구소 교수가 되었다. 1983년에 프린스턴 대학교에서 아르망 보렐의 60번째 생일을 기리기 위해 열린 학회에서 심장 마비로 사망하였다.